# 甲賀町小佐治
甲賀町小佐治（こうかちょうこさじ）は、滋賀県甲賀市にある地名。旧佐山村の中心部である。

## 地理
甲賀市甲賀町の北端に位置し、東は甲賀町岩室、南は甲賀町鳥居野、西は甲賀町神保、北は水口町和野に接する。中央を東西に佐治川が流れ、谷合に集落が存在する。西部を水口町と甲賀町の中心部を結ぶ滋賀県道126号相模水口線が南北に通過し、集落の中心を東西に滋賀県道127号小佐治甲南線が貫いている。

## 世帯数と人口
2019年（令和元年）11月30日現在の世帯数と人口は以下の通りである。
| 町丁         | 世帯数  | 人口  |
| ------------ | ------- | ----- |
| 甲賀町小佐治 | 169世帯 | 555人 |

## 学区
市立小・中学校に通う場合、学区は以下の通りとなる。
| 番・番地等 | 小学校             | 中学校             |
| ---------- | ------------------ | ------------------ |
| 全域       | 甲賀市立佐山小学校 | 甲賀市立甲賀中学校 |

## 交通
- 滋賀県道24号甲賀土山線
- 滋賀県道126号相模水口線
- 滋賀県道127号小佐治甲南線

## 施設
- 甲賀市佐山地域市民センター（JAこうか旧佐山店）
- 甲賀市立佐山小学校
- 佐治神社
- 甲賀もちふるさと館

## その他

### 日本郵便
- 郵便番号 : 520-3402[2]（集配局：甲賀郵便局[5]）